# Dákai Ervin
Dákai Ervin (Tatabánya, 1953. szeptember 24. – 2020. december 29.) magyar labdarúgó, csatár.

## Pályafutása
Szülővárosában, a Tatabányai Bányász csapatában kezdett el futballozni; 1973 és 1975 között 12 bajnoki mérkőzésen játszott. Tagja volt az 1973-ban Közép-európai kupa győztes csapatnak, a Tatabánya mindkét döntőbeli mérkőzésén pályára lépett, a visszavágón az ő duplájával biztosította be a Tatabánya a kupagyőzelmet. 1975 és 1979 között a másodosztályú Oroszlány és a Szolnoki MÁV csapataiban futballozott. 1979 és 1981 között az élvonalbeli Debrecen csapatát erősítette, ekkoriban pályára is léphetett a magyar ligaválogatottban. Később játszott még az Eger, valamint a területi bajnokságokban szerepelt Hajdú Vasas és Kaba csapataiban.

## Sikerei, díjai
- Közép-európai kupa
  - győztes: 1972–1973